# Tomizu Hirondo
Tomizu Hirondo (戸水寛人) est un universitaire japonais né le 1er août 1861 dans la préfecture d'Ishikawa et mort le 20 janvier 1935.
Il est renvoyé de l'université de Tokyo en 1903 avec six de ses collègues dans le cadre de l'Affaire des sept docteurs. Une mobilisation d'universitaire permet de casser cette décision et abouti à sa réintégration.